# Kasztelania słońska
Kasztelania słońska – kasztelania mieszcząca się niegdyś w województwie inowrocławskim, z siedzibą (kasztelem) w Słońsku (obecnie Słońsk Górny).
Niemal do końca wieku XIV kasztelanowie słońscy zaliczali byli do hierarchii księstwa inowrocławsko-gniewkowskiego. Na przełomie XIV i XV wliczać ich do ziemskiej hierarchii dobrzyńskiej.

## Kasztelanowiesłońscy
| Monarcha                                                                    | Wojewoda | #  | Kasztelan | Herb | Lata sprawowania urzędu                              | Lata życia                     |
| --------------------------------------------------------------------------- | --- | -- | --- | ---- | ---------------------------------------------------- | ------------------------------ |
| Kazimierz I kujawski                                                        | Bogusza | 1  | Szymon |      | 18 września 1241                                     |                                |
| Leszek inowrocławski/ Przemysł inowrocławski/ Kazimierz III gniewkowski     | Jarosław z Łojewa | 2  | Wojciech Bezdrzewic z Dąbrówki                                                                                            |      | 27 kwietnia 1292                                     |                                |
| Leszek inowrocławski/ Przemysł inowrocławski/ Kazimierz III gniewkowski     | Bronisz z rodu Pomianów | 3  | Jarosław z Płonkowa Jarosław z Płomykowa                                                                                  |      | 2 lutego 1296 - 7 grudnia 1300                       |                                |
| Leszek inowrocławski/ Przemysł inowrocławski/ Kazimierz III gniewkowski     | Bronisz z rodu Pomianów | 4  | Andrzej |      | 15 grudnia 1305 - 14/21 marca 1314                   | zm. przed 15 marca 1339        |
| Kazimierz III Wielki                                                        | Mościc ze Ściborza | 5  | Marcin z Czyżewiec |      | 24 kwietnia 1353                                     |                                |
| Kazimierz III Wielki                                                        | bd. | 6  | Oswald z Płonkowa Oswald z Płomykowa                                                                                      |      | 11 listopada 1358 - 23 czerwca 1363                  |                                |
| Władysław Opolczyk/ Jadwiga Andegaweńska/ Władysław II Jagiełło             | Włodek z Danaborza | 7  | Tomisław z Mazowsza Tomisław, Tomek, z Mazowsza                                                                           |      | 1 czerwca 1379 - 4 stycznia 1396                     | zm. przed 13 czerwca 1396      |
| Jadwiga Andegaweńska/ Władysław II Jagiełło                                 | Maciej Maczuda z Małego Lubstowa/ Maciej z Łabiszyna/ Janusz z Kościelca/ Jarand z Grabi i Brudzewa                                               | 8  | Wojciech Słoński z Sadłowa Wojciech, Wojtek, Słoński z Sadłowa, Pleckiej Dąbrowy, Śleszyna Małego (Śleszynka), Głębokiego |      | 29 sierpnia 1396 - 30 maja 1429                      | zm. przed 28 maja 1432         |
| -                                                                           | - | 9  | Mikołaj z Makowca |      | 20 września 1400 - 4 listopada 1401                  |                                |
| Władysław II Jagiełło/ Władysław III Warneńczyk/ Kazimierz IV Jagiellończyk | Jarand z Grabi i Brudzewa/ Bogusław ze Służewa i Oporowa/ Mikołaj (I) Kościelecki/ Jan (I) Kościelecki/ Andrzej Kretkowski                        | 10 | Tomasz Słoński z Sadłowa Tomasz, Tomek, Słoński z Sadłowa, Śleszna Małego (Śleszynka), Mięsośni, Pleckiej Dąbrowy         |      | 28 maja 1432 - 15 stycznia 1477                      |                                |
| Kazimierz IV Jagiellończyk                                                  | Andrzej Kretkowski/ Jan (I) z Oporowa | 11 | Stanisław Słoński z Sadłowa Stanisław Słoński z Sadłowa, Białej                                                           |      | 17 lipca 1477/przed 20 lutego 1480 - 1 stycznia 1483 | zm. przed 1 lutego 1485        |
| Kazimierz IV Jagiellończyk/ Jan I Olbracht                                  | Mikołaj Działyński/ Maciej ze Służewa | 12 | Piotr Działyński z Woli                                                                                                   |      | 16 lutego 1485/1485/1489 - 25 października 1493      |                                |
| Jan I Olbracht                                                              | Jan Kościelecki/ Mikołaj (II) Kościelecki | 13 | Mikołaj z Radzikowa Mikołaj z Radzikowa (Radzik), Radzikowski                                                             |      | 6 października 1497 - 21 stycznia 1500               | zm. 1518                       |
| Aleksander Jagiellończyk/ Zygmunt I Stary                                   | Mikołaj (II) Kościelecki/ Mikołaj Kretkowski/ Stanisław Kościelecki                                                                               | 14 | Andrzej z Kijaszkowa |      | 17 lutego 1501/8 maja 1503 - 26 maja 1516            |                                |
| Zygmunt I Stary                                                             | Stanisław Kościelecki | 15 | Jan Działynski |      | 1516 (?) - przed 28 stycznia 1520                    | zm. przed 28 stycznia 1520     |
| Zygmunt I Stary                                                             | Mikołaj Kościelecki/ Hieronim Łaski/ Andrzej Oporowski/ Jan Oporowski                                                                             | 16 | Piotr Moszczeński |      | 24 kwietnia 1521 - 1530                              |                                |
| Zygmunt I Stary                                                             | Janusz Latalski/ Jan Janusz Kościelecki | 17 | Wincenty Żelski |      | 31 stycznia 1536 - 7 października 1539               | zm. 1568                       |
| Zygmunt I Stary                                                             | Mikołaj Potulicki/ Jan Janusz Kościelecki | 18 | Piotr Myśliborski |      | 1541 - 29 października 1547                          |                                |
| Zygmunt II August                                                           | Andrzej Krotoski/ Andrzej Kościelecki/ Bartłomiej Zebrzydowski/ Jan Służewski/ Mikołaj Sokołowski/ Jan Krotoski                                   | 19 | Paweł Działyński |      | 23 października 1553 - 16 maja 1567                  |                                |
| Zygmunt II August/ Henryk III Walezy/ Stefan Batory/ Zygmunt III Waza       | Jan Krotoski/ Piotr Smerzyński/ Jan Spławski | 20 | Erazm Łochocki |      | 15 października 1568 - 30 grudnia 1601               | zm. przed 4 kwietnia 1604      |
| Zygmunt III Waza                                                            | Michał Działyński | 21 | Zygmunt Sumiński |      | 4 kwietnia 1604 - 11 października 1606               |                                |
| Zygmunt III Waza                                                            | Michał Działyński/ Jan Gostomski | 22 | Wacław Jankowski |      | 4 kwietnia 1606 - 1620                               |                                |
| Zygmunt III Waza/ Władysław IV Waza                                         | Zygmunt Grudziński/ Stanisław Przyjemski/ Hieronim Radomicki                                                                                      | 23 | Andrzej Łoś |      | 3 listopada 1621 - 5 lipca 1633                      | zm. przed 26 lipca 1634        |
| Władysław IV Waza                                                           | Hieronim Radomicki | 24 | Jakub Pstrokoński |      | 26 lipca 1634 - 19 grudnia 1637                      | zm. przed 13 lipca 1642        |
| Władysław IV Waza/ Jan II Kazimierz Waza                                    | Hieronim Radomicki | 25 | Adam Dąmbski |      | 11 września 1640 - 13 września 1651                  |                                |
| Jan II Kazimierz Waza                                                       | Jakub Hieronim Rozdrażewski | 26 | Maciej Grabski |      | 7 kwietnia 1654 - 8 sierpnia 1659                    | zm. przed 29 kwietnia 1660     |
| Jan II Kazimierz Waza/ Michał Korybut Wiśniowiecki/ Jan III Sobieski        | Jakub Hieronim Rozdrażewski/ Jan Opaliński/ Krzysztof Jan Żegocki/ Paweł Ludwik Szczawiński/ Jakub Olbracht Szczawiński/ Stanisław Jaksa Bykowski | 27 | Mikołaj Tolibowski |      | 29 kwietnia 1660 - 23 czerwca 1688                   |                                |
| Jan II Sobieski/ August II Mocny                                            | Stanisław Jaksa Bykowski/ Franciszek Zygmunt Gałecki                                                                                              | 28 | Marcin Zakrzewski |      | 5 października 1688 - 14 lipca 1702                  | zm. przed 25 października 1704 |
| August II Mocny/ Stanisław Leszczyński/ August II Mocny                     | Maciej Radomicki | 29 | Andrzej Dziewanowski |      | 25 października 1704 - 29 stycznia 1713              | zm. przed 1 grudnia 1722       |
| August II Mocny                                                             | Maciej Radomicki | 30 | Andrzej Podoski |      | 29 stycznia 1713 - przed 7 grudnia 1722              | zm. przed 7 grudnia 1722       |
| August II Mocny/ Stanisław Leszczyński/ August III Sas                      | Maciej Radomicki/ Jan Antoni Radomicki/ Ludwik Bartłomiej Szołdrski                                                                               | 31 | Sebastian Franciszek Charczewski                                                                                          |      | 7 grudnia 1722 - 14 marca 1735                       | zm. przed 14 lipca 1737        |
| August III Sas                                                              | Ludwik Bartłomiej Szołdrski | 32 | Andrzej Umiński |      | 14 lipca 1737 - 6 sierpnia 1742                      | zm. przed 28 sierpnia 1744     |
| August III Sas                                                              | Ludwik Bartłomiej Szołdrski | 33 | Jan Charczewski |      | 28 sierpnia 1744 - przed 2 października 1746         | zm. przed 2 października 1746  |
| August III Sas                                                              | Ludwik Bartłomiej Szołdrski/ Władysław Józef Szołdrski/ Andrzej Hieronim Zamoyski                                                                 | 34 | Wilhelm Mier |      | 28 października 1746 - 1758                          | ok. 1680 - ok. 13 lutego 1758  |
| August III Sas                                                              | Andrzej Hieronim Zamoyski | 35 | Felicjan Potocki |      | 13 lutego 1758 - 1763                                | zm. przed 9 grudnia 1765       |
| Stanisław August Poniatowski                                                | Andrzej Moszczeński | 36 | Adam Suchodolski |      | 8 czerwca 1766 - przed 3 sierpnia 1767               | zm. przed 3 sierpnia 1767      |
| Stanisław August Poniatowski                                                | Andrzej Moszczeński | 37 | Szymon Kazimierz Szydłowski                                                                                               |      | 3 sierpnia 1767 - 15 maja 1772                       |                                |
| Stanisław August Poniatowski                                                | Andrzej Moszczeński | 38 | Stanisław Grodzicki |      | 2 czerwca 1772 - 2 grudnia 1775                      |                                |
| Stanisław August Poniatowski                                                | Andrzej Moszczeński | 39 | Józef Pigłowski |      | 7 grudnia 1775 - przed 1778                          |                                |
| Stanisław August Poniatowski                                                | Andrzej Moszczeński/ Józef Mycielski | 40 | Teodor Sierakowski |      | 14 marca 1778 - 4 maja 1787                          | zm. 4 maja 1787                |
| Stanisław August Poniatowski                                                | Józef Mycielski/ Piotr Alkantary Sumiński | 41 | Kajetan Sierakowski |      | 1 października 1787 - 1793                           | zm. 1841                       |